# Carbocation

Carbocationul meteniu, provenit de la metan

Un carbocation este un ion care conține un atom de carbon încărcat pozitiv, datorită unui deficit de electroni. Printre cele mai cunoscute exemple se numără ionii meteniu CH3+, metaniu CH5+ și etaniu C2H7+. Unii carbocationi pot avea două sau mai multe sarcini pozitive, la același atom de carbon sau la atomi diferiți, cum este de exemplu cazul dicationului etilen C2H42+.

## Nomenclatură
Până la începutul anilor 1970, toți cabocationii erau denumiți ioni carboniu. În nomenclatura curentă din chimie, intră sub numele de carbocation orice ion care conține un atom de carbon încărcat pozitiv. Carbocationii sunt clasificați în două categorii principale în conformitate cu valența carbonului încărcat: cu trei sunt ionii carbeniu (carbene protonate), iar cu cinci și șase sunt ionii carboniu (denumire analoagă cu ionul amoniu). Această nomenclatură a fost propusă de G. A. Olah.